# Kolej leśna OTL Zagnańsk

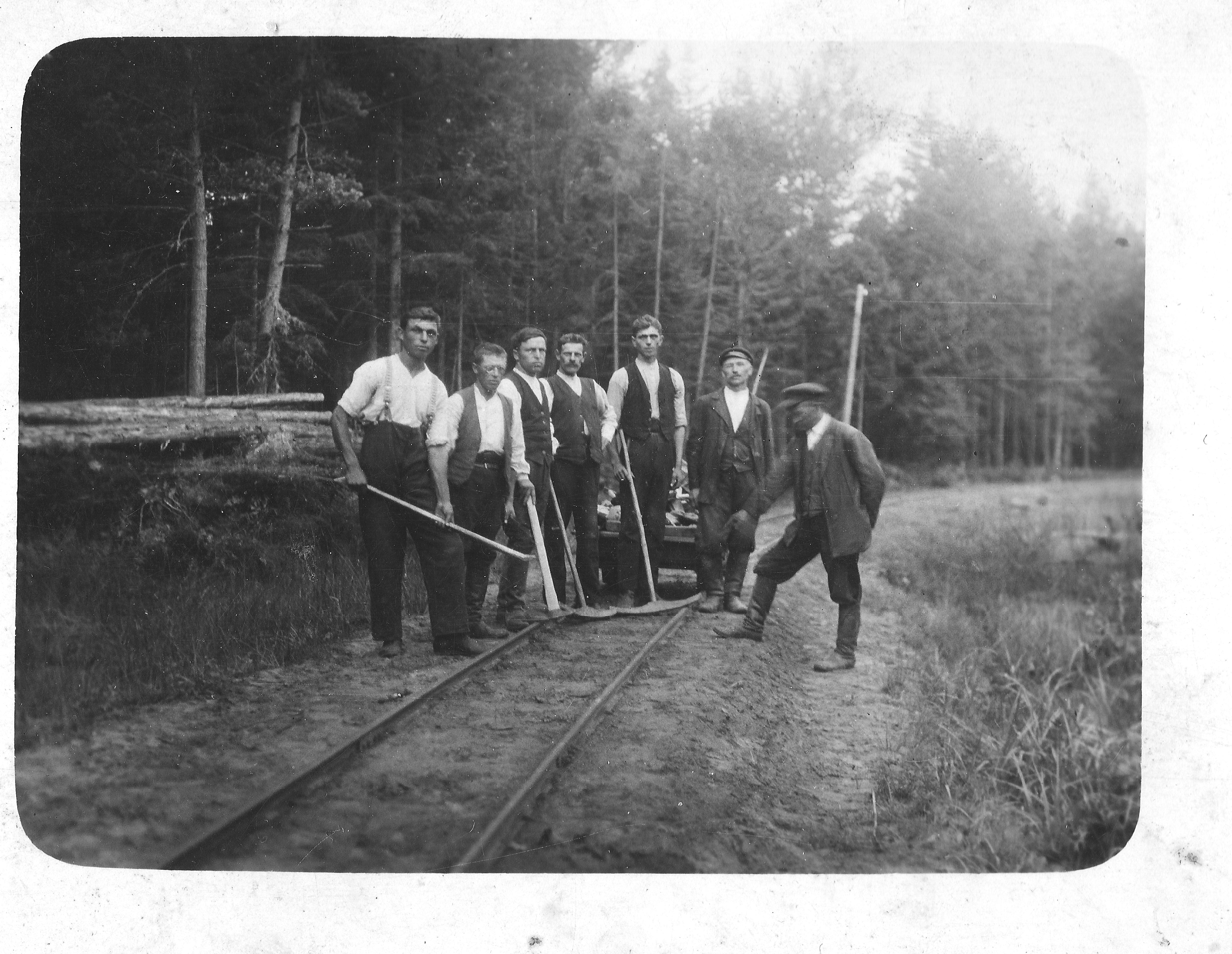
Pracownicy kolejki

Kolej leśna Ośrodka Transportu Leśnego Zagnańsk (pot. Świętokrzyska Kolej Leśna) – wąskotorowa sieć kolejek leśnych, której budowę rozpoczęły okupacyjne władze austriackie w 1915 lub 1916 r., w celu sprawnego wywozu drewna z lasów świętokrzyskich do zakładów tartacznych. Kolejka istniała i funkcjonowała w latach 1916–1967. W 1977 została rozebrana.

## Historia
W 1916 r. wybudowano pierwszy odcinek z Zagnańska do Borowej Góry. W latach 20. powstała główna część trasy wiodąca z Barczy, poprzez drogę Św. Katarzyna - Bodzentyn do Huciska i na Św. Krzyż. Podczas II wojny światowej dokonano ostatniej rozbudowy sieci w postaci przedłużenia odgałęzienia kolejki ze Św. Katarzyny do Kakonina. Kolejka posiadała dwa punkty styczne z siecią normalnotorową - w Suchedniowie oraz w Zagnańsku. Tam też przecinała nasyp linii kolejowej Radom - Kielce przechodząc pod jej torami.
W 1931 r. wyodrębniono z tartaku Państwowy Zarząd Kolejek Leśnych, obsługujący ruch na sieci. W 1947 r. zmieniono jego nazwę na Biuro Transportu Leśnego, zaś w 1955 r. na Przedsiębiorstwo Transportu Leśnego. Ostatnią nazwą, pod którą przedsiębiorstwo funkcjonowało, był Ośrodek Transportu Leśnego.
Przez cały okres swego istnienia kolejka wykorzystywana była do transportu drewna do zagnańskiego tartaku. Od 1930 roku dodatkowo przewoziła rudę wydobywaną w powstałej w 1928 kopalni pirytu "Staszic" w Rudkach. Urobek załadowywany był w Hucisku, a następnie transportowany do stacji przeładunkowej w Zagnańsku. W drogę powrotną kolejka zabierała piasek przeznaczony dla kopalni. Podczas II wojny światowej kolejka funkcjonowała pod zarządem niemieckim. 19 marca 1943 r. oddział partyzancki dowodzony przez ppor. Euzebiusza Domaradzkiego ps. "Grot" stoczył na szlaku zwycięską potyczkę z niemiecką strażą kolejową, zakończoną rozbiciem pociągu oraz zdobyciem broni i żywności.
W 1960 roku w związku z rozwojem komunikacji samochodowej i rozbudową kolejki kopalnianej zaprzestano przewozu surowca. Niemal zupełnie ustał też regularny ruch pasażerski. Podejmowane w latach 60. próby przystosowania głównej linii dla potrzeb turystyki zakończyły się niepowodzeniem.
W latach 1967–1977 zdemontowano tory na prawie całej długości trasy. Do dziś w terenie zachował się nasyp głównej linii kolejowej biegnący przez Puszczę Świętokrzyską, a także nieliczne budynki stacyjne. Nadal istnieje most kolejowy na Bobrzy na szlaku Zagnańsk Wąskotorowy - Borowa Góra. W miejscu dawnego podtorza u podnóży Pasma Klonowskiego poprowadzono drogę. W samym Zagnańsku, przed budynkami dawnego Ośrodka Transportu Leśnego przy ul. Kieleckiej 5 znajdował się pomnik - ostatni parowóz służący na kolejce, Las Ty 1131-55. W 2013 został on odrestaurowany i przeniesiony na nowy plac zabaw w Zagnańsku.

## Przebieg trasy
Linia główna przebiegała na trasie Suchedniów – Zagnańsk Wąskotorowy – Bodzentyn – Hucisko – Św. Krzyż.
Tabela nie uwzględnia rzeczywistego położenia rozjazdów. Są one przypisane do najbliższej poprzedzającej stacji lub przystanku.
| Linia główna | Linia główna           | Linie boczne | Linie boczne      | Linie boczne | Linie boczne      | Linie boczne | Linie boczne      |
| km           | stacja/przystanek      | km           | stacja/przystanek | km           | stacja/przystanek | km           | stacja/przystanek |
| ------------ | ---------------------- | ------------ | ----------------- | ------------ | ----------------- | ------------ | ----------------- |
| ?            | Siekierno              |              |                   |              |                   |              |                   |
| ?            | Suchedniów Wąskotorowy |              |                   |              |                   |              |                   |
| ?            | Sucha Góra             | ?            | Świnia Góra       |              |                   |              |                   |
| ?            | Czerwona Góra          |              |                   |              |                   |              |                   |
| -5           | Borowa Góra            |              |                   |              |                   |              |                   |
| 0            | Zagnańsk Wąskotorowy   |              |                   |              |                   |              |                   |
| 7            | p. Gózd                |              |                   |              |                   |              |                   |
| 11           | Barcza                 |              |                   |              |                   |              |                   |
| 16           | p. Wilków              | ?            | Klonów            |              |                   |              |                   |
| 16           | p. Wilków              | ?            | Psary             |              |                   |              |                   |
| 16           | p. Wilków              | ?            | Wilków II         |              |                   |              |                   |
| 19           | p. Bodzentyn           | ?            | Św. Katarzyna     | ?            | Kakonin           |              |                   |
| 24           | p. Trójkąt             | ?            | Św. Katarzyna     | ?            | Kakonin           |              |                   |
| 31           | Hucisko                |              |                   |              |                   |              |                   |
| 33           | p. Św. Krzyż           |              |                   |              |                   |              |                   |